# Rose (shelaの曲)
「Rose」（ローズ）は、shelaの7枚目のシングル。2002年4月10日にavex traxよりリリース。

## 解説
これまでのシングルでは色をテーマとしたシングルをリリースしていたが、今作から11枚目のシングル「クローバー」まで花をテーマにした作品が続いた。

## 収録曲
1. Rose
  - 作詞・作曲：伊秩弘将／編曲：水島康貴

昭和シェル石油「春のXカード」CMソング
日本テレビ系『THE独占サンデー』イメージソング
2. I know "It's truth"
  - 作詞・作曲：伊秩弘将／編曲：水島康貴

日音『P.S. -Pop Shake-』オープニングテーマ
3. treasure
  - 作詞：shela／作曲：SOTARO＠ZZ／編曲：安部潤
4. Rose (Instrumental)
5. I know "It's truth" (Instrumental)
6. treasure(Instrumental)

## 参加ミュージシャン
Rose
- 村山達哉：Strings Arrangement
- 水島康貴：Programmimg
- 梶原順：Guitar
- 桐山/村山ストリングス：Strings

treasure
- 安部潤：Strings Arrangement & Programming
- 鈴木健治：Guitar
- 加藤ジョーストリングス：Strings